# 2 Pułk Piechoty Legionów Armii Krajowej
2 pułk piechoty Legionów Armii Krajowej (2 pp Leg. AK) – oddział piechoty Armii Krajowej.

## Formowanie i walki
W sierpniu 1944 roku, w trakcie akcji „Burza”, w obwodach AK Opatów i Sandomierz, w składzie 2 Dywizji Piechoty Armii Krajowej odtworzony został 2 pułk piechoty Legionów. Od sierpnia do połowy października 1944 oddział toczył walki, między innymi na przyczółku baranowskim osłaniając żołnierzy Armii Czerwonej forsujących Wisłę. Jeden z batalionów tego pułku brał następnie udział we wspólnej walce o zdobycie Staszowa.
W czasie walk o powiększenie przyczółka sandomierskiego pułk walczył razem z armią radziecką przeciw Niemcom, prowadził działania bojowe oraz rozpoznanie.
Propozycję radziecką złożoną przez gen. Muratowa, aby żołnierze pułku po złożeniu broni wstąpili do armii polskiej gen. Zygmunta Berlinga a oficerowie zostali skierowani na przeszkolenie do Jarosławia, dowództwo pułku oceniło negatywnie. Po tym żądaniu Rosjan pułk opuścił przyczółek i po przekroczeniu linii frontu udał się w Góry Świętokrzyskie. Następnie pułk został rozwiązany.

## Organizacja i obsada personalna pułku
Dowództwo
- dowódca – mjr Antoni Wiktorowski ps. „Kruk”
- dowódca – od 8 października 1944 kpt. Eugeniusz Kaszyński ps. „Nurt”
- adiutant – por. Jerzy Lipiński ps. „Sum”
- adiutant – pchor. Jan Lidecki ps. „Bogdan”
- kwatermistrz – kpt. „Skiba” (Jan Płaneta)
- kapelan – ks. Jerzy Brodecki ps. „Szkarłatny Kwiat”
- naczelny lekarz – dr Władysław Chachaj ps. „Doktor”, „Andrzej”
- intendent – por. Marian Wierzbicki ps. „Orlik”
- oficer broni – por. Stanisław Listopad ps. „Włodzimierz”
- oficer żywnościowy – pchor./ppor. Roman Różanowski ps. „Róg”
- oficer oświatowy – pchor. Stanisław Szwarc-Bronikowski ps. „Roman”
- dowódca saperów – ppor. Michniewicz ps. „Wyrwa”
- oficer łączności – chor. Stanisław Mróz ps. „Zawada”

I batalion
1.? lipiec – 30 lipca 1944 roku – rozbity pod Pielaszowem
- dowódca – kpt. „Swojak” (Ignacy Zarobkiewicz)
- zastępca dowódcy – por. „Janczar” (NN)
- dowódca 1 kompanii – ppor. „Frant” (Bronisław Sokołowski)
- dowódca 2 kompanii – ppor. „Kropidło” (Jan Mazur)
- dowódca 3 kompanii – por. „Sztaba” (Władysław Sztaba)[3].

2. 15 sierpnia – 13 listopada 1944 roku
- dowódca – kpt. Eugeniusz Kaszyński ps. „Nurt” (do 8 października 1944 r.)
- zastępca dowódcy – por. Stanisław Pałac ps. „Mariański” (od 8 października 1944 r. dowódca batalionu)
- adiutant i drugi zastępca dowódcy – por. Leszek Popiel de Choszczak ps. „Antoniewicz”
- dowódca 1 kompanii – por. Władysław Czerwonka ps. „Jurek”
- dowódca 2 kompanii – por. Marian Świderski ps. „Dzik”
- dowódca 3 kompanii – por. Jerzy Stefanowski ps. „Habdank”
- dowódca 4 kompanii – chor. Tomasz Waga ps. „Szort”
- dowódca zwiadu – wachm. Tomasz Wójcik ps. „Tarzan”, a od 8 lipca 1944 r. rtm. Stanisław Skotnicki ps. „Bogoria”

II batalion
- dowódca – kpt. Tadeusz Pytlakowski ps. „Tarnina”, por. Marian Janikowski ps. „Kmicic”, mjr Tadeusz Struś ps. „Kaktus”
- dowódca 4 kompanii (Jędrusie) – ppor. Józef Wiącek ps. „Józef”, „Sowa” i por. Roman Niewójt ps. „Burza”
- dowódca 5 kompanii – por. Kazimierz Olchowik ps. „Zawisza” i por. Tadeusz Sokół ps. „Irkus” (cichociemny)
- dowódca 6 kompanii – ppor. Roman Rożyński ps. „Róg” i por. Jerzy Sztajgierwald ps. „Rozłóg”

III batalion
- dowódca – kpt. Stefan Kępa ps. „Pochmurny”
- dowódca 7 kompanii – ppor. Jakub Gutowski ps. „Topór” i por. Wacław Czosnek ps. „Polny”
- dowódca 8 kompanii – ppor. Dionizy Mędrzycki ps. „Reder” i Antoni Krupa ps. „Witold”
- dowódca 9 kompanii – ppor./por. Tadeusz Kolatorowicz ps. „Kruk” i ppor. Władysław Sztabo ps. „Władysław”

Przejściowo w skład pułku wchodził batalion Batalionów Chłopskich w sile 350 ludzi na przełomie lipca i sierpnia 1944 roku:
- dowódca – por. „Wyrwa” (Jan Kurkiewicz)
- dowódca 1 kompania – ppor. „Zawisza” (Jan Saniawa)
- dowódca 2 kompania – ppor. „Brzezina” (Antoni Jarosz)
- dowódca 3 kompania – ppor „Salerno” (Mieczysław Wałek)[4].

### Liczebność pułku
W okresie koncentracji na akcję „Zemsta” w drugiej połowie sierpnia 1944 roku stan 2ppLeg wynosił 1107 żołnierzy zgromadzonych w jednostkach:
- I batalion – 418 ludzi,
- II batalion – 266 ludzi,
- III batalion – 314 ludzi
- dowództwo i służby pułkowe – 107 ludzi[5].

Stany kompanii wahały się od 100 do 200 ludzi. Każda drużyna uzbrojona była w 2 rkm lub 1 lkm oraz 2-3 pm. W każdej kompanii był 1 piat, a 5 kompania posiadała ze zrzutu działko ppanc kal. 22 mm Breda. Poza uzbrojeniem kompanii każdy batalion posiadał 2 ckm.

## Walki
- 30 lipca – Pielaszów
- 31 lipca – linia Koprzywianki
- 3/4 sierpnia – Ceber
- 26/27 sierpnia – Dziebałtów
- 3 września – Radoszyce
- 13 września – Miedzierza
- 26 i 27 września – Radków
- 29 października – Chotów – batalion majora „Nurta”

Pułk rozwiązany rozkazem z dnia 12 października dowódcy 2 Dywizji Piechoty Legionów pułkownika „Lina” (Antoniego Żółkiewskiego). Od tego momentu pułk działał do początków grudnia samodzielnymi batalionami.